# Дніпрянка
«Дніпрянка» — тріо бандуристок Київської державної філармонії у складі Елеонори Миронюк, Валентини Пархоменко, Юлії Гамової (з 1956). У репертуарі — українські народні пісні, твори сучасних композиторів для бандури, зокрема І. Шамо, О. Білаша, І. Сльоти.
Артистки тріо навчалися у Київському музичному училищі у викладача В. А. Кабачка. У 1956 році він організував в училищі тріо бандуристів, до якого ввійшли Елеонора Миронюк, Валентина Пархоменко, Юлія Гамова. Перший концерт тріо відбувся у рідному селі Валентини Пархоменко Монастирище, що на Чернігівщині. На літніх канікулах тріо взяло участь у гастрольних поїздках гумористичного дуету Тарапуньки та Штепселя.
У 1959 році на VII Всесвітньому фестивалі молоді і студентів у Відні тріо стало лауреатом і отримало Золоту медаль.
Ансамбль виступав на концертах, фестивалях в усіх республіках Радянського Союзу. Був відзначений нагородами цих республік.
Тріо побувало майже у сімдесят країнах світу, де відзначали високий рівень концертного репертуару та національний колорит і краса українського вокально-музичного мистецтва. Так у Японії мовою оригіналу виконали знамениту «Сакуру», отримавши дуже високі оцінки.
Виступили на ХХІІ Олімпійських іграх у Москві 1980 року. У 1982 році з святковою програмою до 1500-річчя заснування Києва бандуристки взяли участь в США, що проводилися
в Секретаріаті Організації Об'єднаних Націй. Двічі виїздили до Чорнобильській зоні, де провели більше шістдесяти концертів перд ліквідаторами. Концерти «Дніпрянки» часто транслювали по радіо і телебаченню.
Репертуар тріо нараховував більше шістсот творів.

## Дискографія
- Москва: Мелодия, 1986[1].